# 岳池白塔
岳池白塔，古称文明塔，位於四川省岳池縣，清嘉庆二十二年（1817年）始建，道光元年（1821年）竣工:483。2007年6月1日公佈為四川省第七批文物保護單位。